# Прича о зрну горушице
Прича о зрну горушице  је једна од краћих Исусових парабола, која пореди царство небеско са зрном горушице.
Забележена је у канонским јеванђељима по Матеју, Марку и Луки, као и неканонском јеванђељу по Томи. У јеванђељима по Матеју и Луки непосредно претходи причи о квасцу, са којом дели тематику раста небеског царства из малих зачетака.

## Прича

### По Матеју
Еванђеље по Матеју преноси следећу Исусову причу:

### По Марку
Еванђеље по Марку преноси следеће:

### По Луки
Еванђеље по Луки преноси следеће:

### По Томи
Еванђеље по Томи преноси следеће:

## Тумачења
Сматра се да је биљка на коју се односи прича црна слачица, велика једногодишња биљка висока до три метра, која расте из пословично малог семена (чија незнатност се користи као алегорија и на другим местима код Матеја 17:20 и Луке 17:6). Према рабинским изворима, Јевреји нису гајили ову биљку у баштама, што је доследно Матејевом опису о расту у пољу. Лука, напротив, говори да горушица расте у врту, што се објашњава прилагођавањем приче за слушаоце ван Палестине.
У стварности, биљка горушице тешко да може служити као гнездо птицама, па се сматра да је Исус то намерно пренагласио у својој аналогији.
Постоји и „субверзиван“ елемент ове приче, који се огледа у брзом расту биљке горушице, што је чини „малигним коровом“ са „опасним особинама ширења“. Плиније Старији у 1. веку наше ере пише да је горушица изузетно добра за здравље те напомиње:
| „ | Расте потпуно дивља, премда се побољшава пресађивањем: али с друге стране када је једном засађена тешко је могуће ослободити је се, јер семенке како падну одмах клијају. | ” |

Царство небеско је такође свеприсутно, као и коров, што може бити још један пример Исусовог коришћења сатире.